# Sinclair (Wyoming)
Sinclair es un pueblo ubicado en el condado de Carbon en el estado estadounidense de Wyoming. En el año 2010 tenía una población de 433 habitantes y una densidad poblacional de 68.73 personas por km² .

## Geografía
Sinclair se encuentra ubicado en las coordenadas 41°46′33.91″N 107°7′11.78″O / 41.7760861, -107.1199389. Según la Oficina del Censo, la localidad tiene un área total de 6,3 km² (2,4 mi²), de la cual 6,3 km² (2,4 mi²) es tierra y 0 km² (0 mi²) (0.0%) es agua.

### Localidades adyacentes
El siguiente diagrama muestra a las localidades en un radio de 96 kilómetros (59,7 mi) de Sinclair.

## Demografía
En el 2000 la renta per cápita promedia del hogar era de $48.214, y el ingreso promedio para una familia era de $54.688. El ingreso per cápita para la localidad era de $22.384. En 2000 los hombres tenían un ingreso per cápita de $36.875 contra $26.250  para las mujeres. Alrededor del 4.70% de la población estaba bajo el umbral de pobreza nacional.